# Kaple Panny Marie (Butovice)
Kaple Panny Marie, k rozlišení od jiných mariánských kaplí nazývaná Nohelova kaple, se nachází v Butovicích na ulici Malá Strana, při bývalém Nohelově statku č. p. 275 (dříve č. p. 82), na parcele č. 1092.
Kapli dali roku 1890 vystavět majitelé statku Josef a Anna Nohelovi na památku svého syna, poručíka Adolfa Nohela, který zahynul při koupání 22. července 1890 v Hercegovině. (Obraz zesnulého s dedikačním nápisem se nachází na levé boční stěně kaple.)

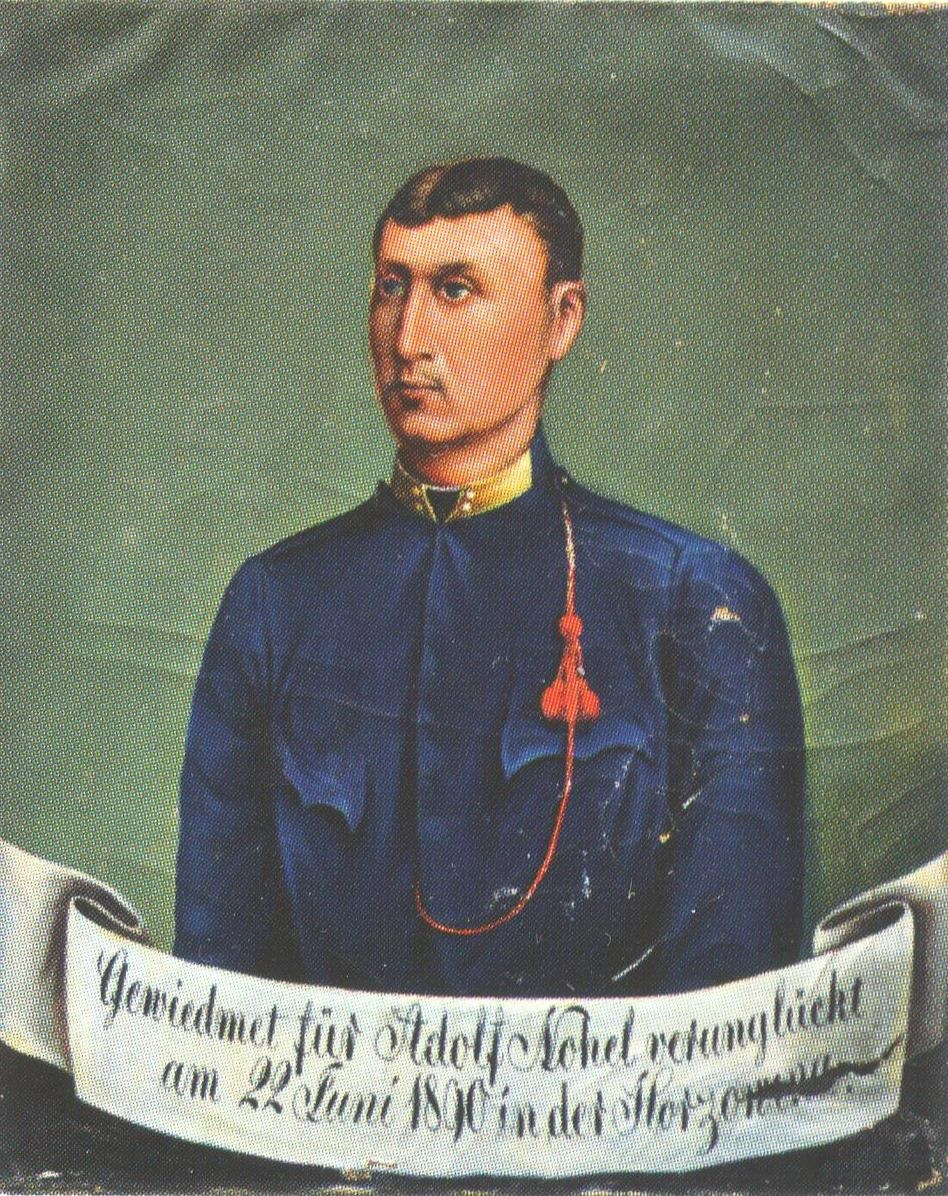
obraz Adolfa Nohela s dedikačním nápisem

Kaple je obdélná s polokruhovým závěrem. Je postavena z cihel a omítnuta bílou vápennou omítkou. Čelní fasáda má po stranách pilastry a římsu, nad níž se nachází trojúhelníkový štít s rámovaným, sedlově zaklenutým výklenkem, do nějž je umístěna novodobá keramická soška Panny Marie. Dřevěné vstupní dveře mají v horní části průhled se zdobenou mříží. Sedlová tašková střecha má půlkuželový závěr.
Interiér kaple je bíle omítnut, s plochým stropem lemovaným profilovanou římsou. Před křížem uprostřed zadní části je zděný stánek. Výzdobu tvoří několik deskových obrazů a sošek.
Dne 3. května 1958 byla Nohelova kaple prohlášena za kulturní památku č. 41105/8-2105.
V publikaci „Kulturní památky okresu Nový Jičín“ se uvádí, že kaple pocházela z konce 18. století a byla zbořena v 80. letech 20. století. Oba údaje jsou mylné. Nicméně z devíti drobných kaplí postavených vesměs v 19. století (z toho osmi s mariánským zasvěcením), které se v Butovicích nalézaly před druhou světovou válkou, se zachovala jako jediná.